# Salvatore Mancuso (ciclista)
Salvatore Mancuso (Milazzo, 5 febbraio 1986) è un dirigente sportivo ed ex ciclista su strada italiano, professionista nel 2010 e 2012.

## Carriera
Siciliano, dal 2006 al 2010 gareggia con la Unidelta-US Cremonese nella categoria Dilettanti Elite/Under-23. In queste quattro stagioni si aggiudica otto corse, tra cui la Milano-Busseto 2008 e il Gran Premio Capodarco 2009, gara valida per il calendario UCI Europe Tour.
Passa professionista nel 2010 con la ISD-Neri, formazione Professional Continental, ma non consegue vittorie. Nel 2012 veste la divisa dell'Androni Giocattoli-Venezuela, la squadra di Gianni Savio. Dal 2013 gestisce come direttore sportivo il team Cambria-Mancuso, formazione giovanile siciliana con sede a Falcone (ME).

## Palmarès
- 2006 (Dilettanti Elite/Under-23, Unidelta-GLS, una vittoria)

3ª tappa Giro Ciclistico Pesche Nettarine di Romagna (Gabicce Monte > Gabicce Monte)
- 2007 (Dilettanti Elite/Under-23, US Cremonese-Arvedi-Unidelta, tre vittorie)

Coppa Caduti di Soprazocco
1ª tappa Bidasoa Itzulia (Hendaye)
Classifica finale Bidasoa Itzulia
- 2008 (Dilettanti Elite/Under-23, US Cremonese-Arvedi-Unidelta, tre vittorie)

Milano-Busseto
4ª tappa Bidasoa Itzulia (Irun)
4ª tappa Giro della Valle d'Aosta (Morgex)
- 2009 (Dilettanti Elite/Under-23, US Cremonese-Arvedi-Unidelta, una vittoria)

Gran Premio Capodarco